# Bo (Hund)

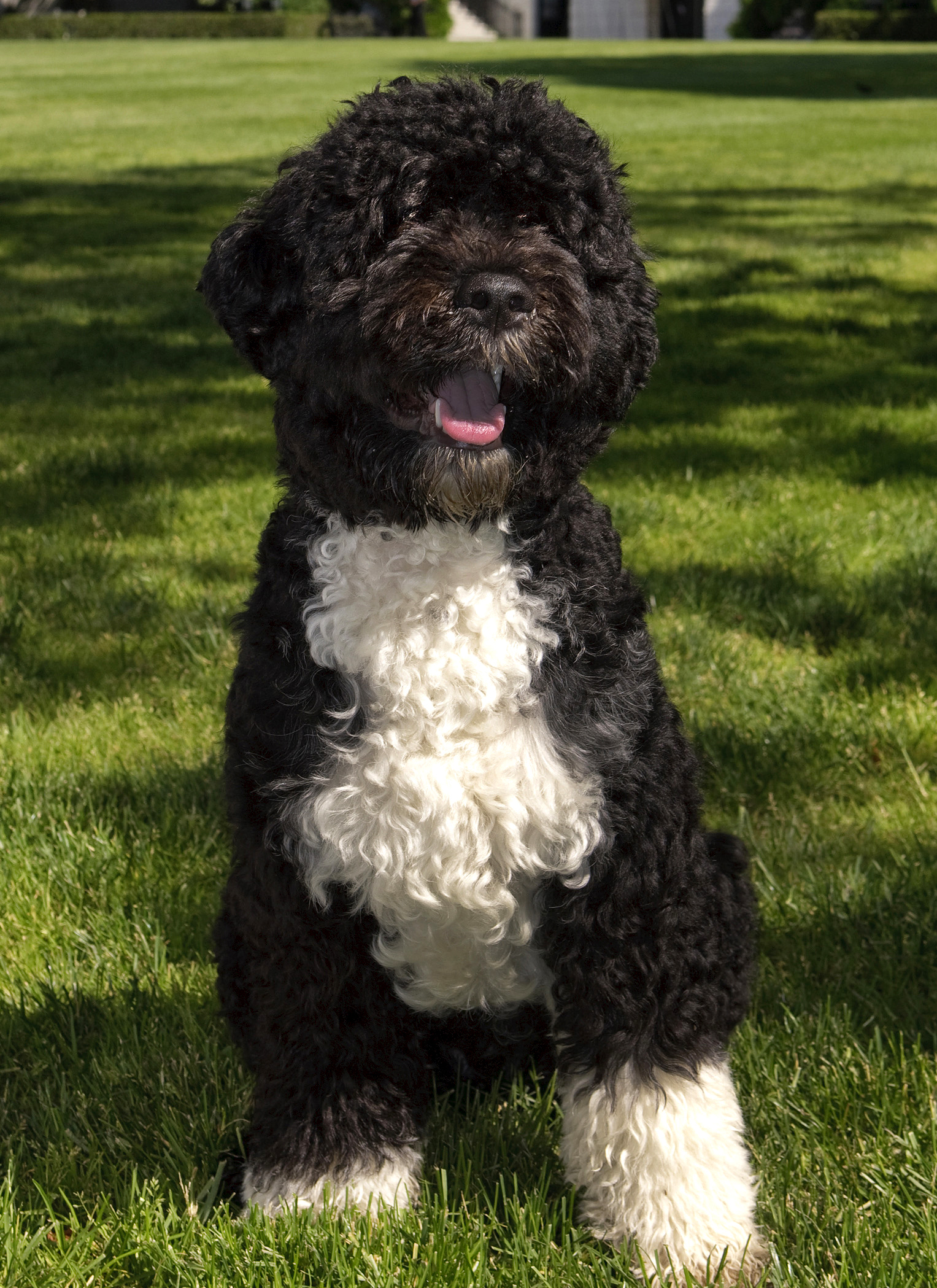
Bo (2009)

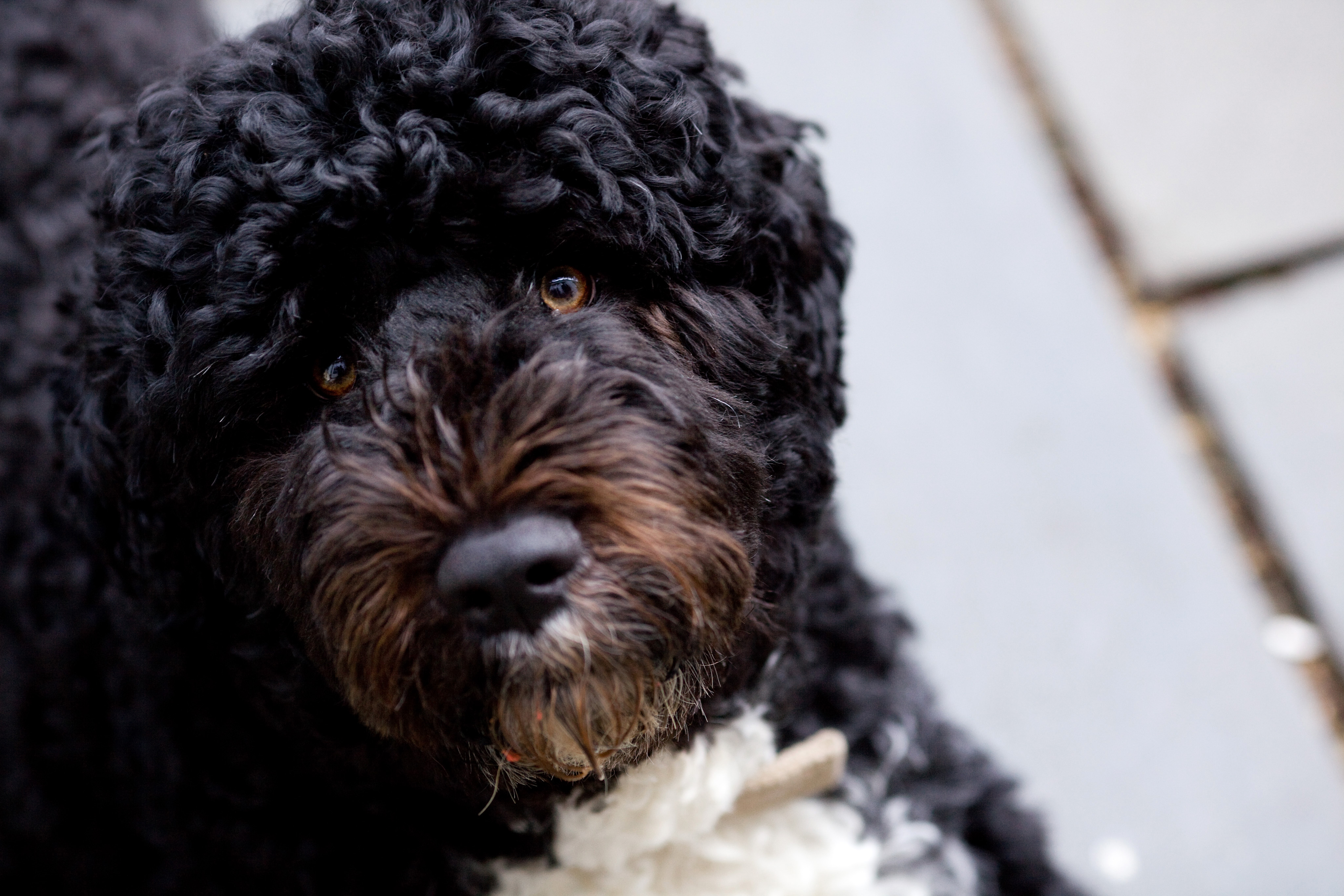
Bo im März 2010

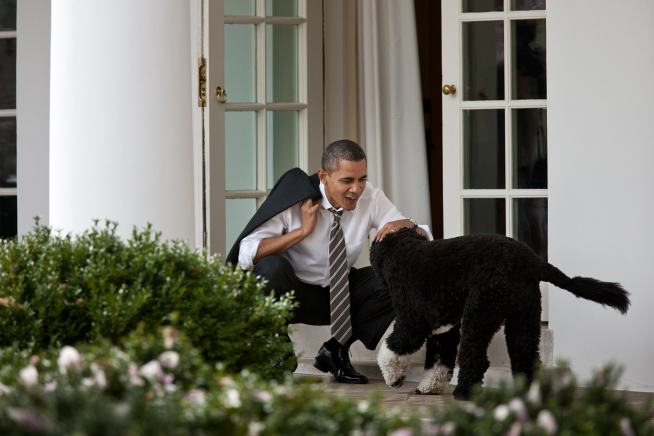
Bo und Obama (2012)

Bo (geboren am 9. Oktober 2008; gestorben am 8. Mai 2021) war ein Hund der ehemaligen US-Präsidentenfamilie Obama. Es handelte sich um einen männlichen schwarz-weißen Portugiesischen Wasserhund. Bo lebte ab 2009 bei Michelle und Barack Obama und deren Töchtern Sasha und Malia im Weißen Haus in Washington. Er war ein Geschenk des Senators Edward Kennedy. In den Medien wurde Bo oft „First Dog“ genannt. Seit August 2013 besitzt die Familie einen weiteren Hund der gleichen Rasse, die Hündin „Sunny“.

## Leben
Barack Obama hatte seinen Töchtern die Anschaffung eines Hundes versprochen, wenn er zum Präsidenten gewählt würde. Dies verkündete er bei seiner ersten Pressekonferenz nach der Wahl im November 2008. Als Bo im April 2009 ins Weiße Haus einzog, berichteten Medien aus der ganzen Welt über den Hund. Ein Portugiesischer Wasserhund wurde gewählt, da Malia Obama an einer Hundehaarallergie leidet; Hunde dieser seltenen Rasse haaren nicht und gelten daher als hypoallergen. Nach heutigen Erkenntnissen existieren hypoallergene Hunde allerdings nicht.
Bo wurde oft mit den Obamas zusammen fotografiert. Barack Obama zufolge durfte er sich im gesamten Weißen Haus, also auch im Oval Office, bewegen und aufhalten.
In den USA sind mehrere Kinderbücher über Bo erschienen, außerdem wird er als Stofftier vermarktet. Er war Gast in den TV-Shows von Jimmy Fallon und Ellen DeGeneres.
Bo starb am 8. Mai 2021 an Krebs.